# Estelí
Estelí ou La Villa de San Antonio de Pavia de Estelí est une ville du Nicaragua qui a donné son nom à l'un des 15 départements du pays.
Haut lieu du sandinisme toujours bien présent dans les esprits. La ville fut longtemps marquée par la guerre civile qui opposa la junte sandiniste aux contre-révolutionnaires soutenus par les États-Unis. Épuisé par des années de combat, le peuple vota contre le Front Sandiniste de Libération Nationale en 1990.
Estelí est traversée par la Panaméricaine. Elle est renommée pour ses cigares et son club de football est le Real Estelí.

## Histoire

### Toponyme
Le nom Estelí a plusieurs interprétations. Les arguments en faveur d'une relation supposée avec un site en Espagne sont les suivants : 
1. Il existe une ville du nom d'Estelí dans les Asturies, en Espagne[1] ;
2. Estelí a autour d'elle des villes, des régions, des municipalités avec des toponymes espagnols tels que San Pedro, Santa Cruz, San Nicolas, La Trinidad, San Juan (Limay), La Concordia, San Sebastian (Yali), etc. ;
3. Une grande partie des noms des familles à Estelí vient du nord du Nicaragua et du nord de l'Espagne, y compris la Cantabrie et du Pays basque[2].

Un chercheur interprète la signification de ce nom comme suit : « Vallée agréable aux yeux dont les eaux se déversent dans le grand fleuve dont le lit contient des obsidiennes et du marbre rouge. »
Estelí est également connu sous le nom de « Diamante de las Segovias », un nom créé par Oscar Corea Molina dans son programme radio "El Trampolín 43" sur Radio Ondas Segovianas en 1960.
La devise de la ville est « Estelí, amoureuse du présent, forge de l'avenir », sa sainte patronne Notre-Dame du Rosaire est fêtée le 7 octobre.

### Période préhispanique
Selon les historiens, la ville a connu trois implantations, dans la région archéologique de Las Pintadas, sur les rives de la rivière Agüesgüespala et dans la vallée Michigüiste.
Au début du XVIe siècle, elle était habitée par les Sumos ou Mayangnas, les Matagalpas, les Nahuas et les Chorotegas, qui étaient dirigés par des caciques comme Mixcoatl (l'homme aux mille batailles).

### Période coloniale

#### Première fondation
Au début de 1654, des pirates anglais ont occupé le village existant de Ciudad Antigua à Nueva Segovia et les colons espagnols ont été forcés de quitter ces terres, ainsi Estelí, Condega et Pueblo Nuevo sont apparus.
Vers le 13 juin 1685, les Espagnols arrivés de Ciudad Antigua expulsent les autochtones et fondent la ville de San Antonio de los Esterillas (ou de Pavia). Cette colonie est également connue sous le nom de Villa Vieja (vieux village) et fut plus tard appelée Villa de San Antonio de Estelí, lorsqu'ils s'installèrent dans la vallée du Michigüiste, sur les rives de l'actuelle rivière Estelí fuyant les pirates anglais et les Indiens Xicaques. Ils ont ensuite adopté le nom de Villa de Estelí et s'y sont installés jusqu'à aujourd'hui.
A la périphérie de la ville, on trouve les vestiges de ce qui était la chapelle du village à l'époque coloniale, qui a été visitée par l'évêque Pedro Agustin Morell de Santa Cruz (1752). Ce qui tend à prouver que la fondation du village est le fait d'habitants espagnols, métis et mulâtres originaires de Nouvelle-Ségovie. La ville était principalement peuplée de métis qui travaillaient dans les haciendas. Malgré le fait que la législation de l'époque leur permettait d'ériger des haciendas, ils ne les constituaient pas, mais les Espagnols le faisaient, car ils n'étaient pas soumis à cette législation.

#### Le transfert vers la plaine du Michigüiste
Au début du XIXe siècle, le 11 mars 1823, les autorités de León, dont Estelí dépendait à l'époque, parviennent à déplacer la ville en raison des attaques des matagalpas, de l'abondance des animaux sauvages qui s'attaquent au bétail et de la faible productivité des terres. Le lieu choisi pour le nouvel emplacement était la plaine de Michigüiste, qui appartenait à l'aumônerie de San Diego del Guarumo ou Guaruma depuis 1772. Le déménagement s'est fait sur le terrain donné par les propriétaires de l'aumônerie, à côté de la rivière qui s'appelait alors le Río Grande. À cette époque, la structure urbaine était définie par l'emplacement de la place principale, de la cathédrale (à l'époque une simple église) et de l'hôtel de ville. Le syndic Don Leandro Lanuza avait ainsi demandé au maire de la ville de :

« déplacer cette ville dans la plaine du Michigüiste et quitter cet endroit où peu d'entre nous vivent, parce qu'il est malsain et inconfortable depuis deux ans…, nous trouvant sans église avec seulement quelques maisons assez détériorées. »

En 1795, la ville a été incluse dans la sous-délégation de Nueva Segovia.

#### Constitution en tant que ville et département

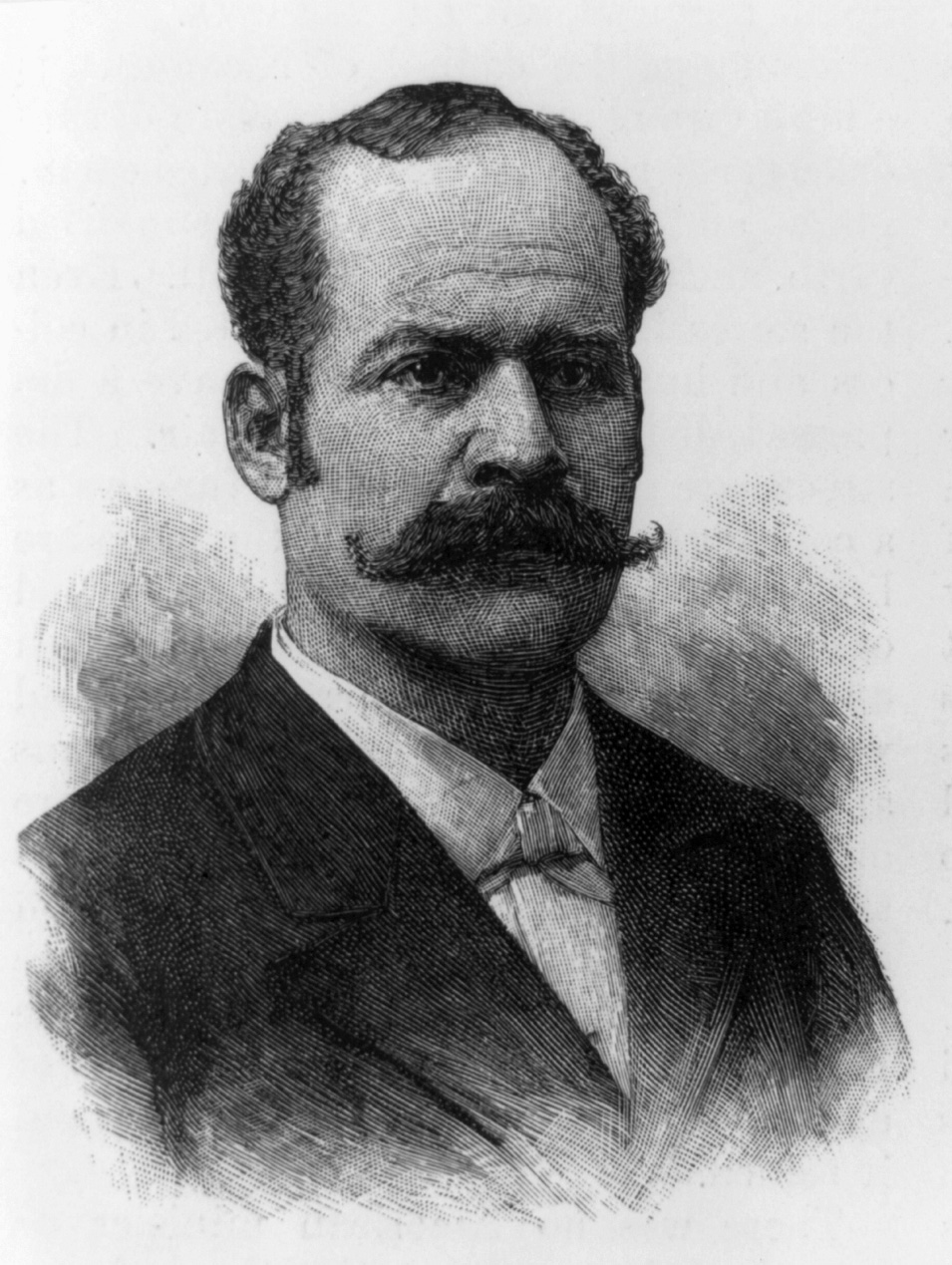
José Santos Zelaya.

La ville d'Estelí appartenait à la juridiction de León mais, en 1821, elle est devenue dépendante de celle de Matagalpa avant que sa propre juridiction ne soit constituée, bien que la création d'un département d'Estelí ait déjà été proposée dès 1788.
La ville est décrite en 1858 comme « une petite ville dans une petite plaine à travers laquelle serpente la rivière du même nom », et comme ayant un moulin à grains avec précision que « le pays produit un blé considérable de qualité moyenne. »
Le 8 décembre 1891, sous le gouvernement du président Roberto Sacasa, est créé le département d'Estelí et la cité est promue au rang de ville. Cependant, elle perd le statut de chef-lieu du département le 9 octobre 1897 pour avoir participé à un soulèvement contre le gouvernement du général José Santos Zelaya. Elle ne récupère ce statut que le 1er mars 1900, bien que le décret date du 26 février 1898.

### AuXXesiècle
Au début du XXe siècle, Estelí était déjà prospère et connaissait une croissance rapide. En 1910, il y avait 66 exploitations (finca) de café dans le département et au milieu de ce siècle, le nombre de plantations de café était déjà de 369. Toutefois, en 1958 il n'y en avait plus que 14, à cause d'une concentration dans les grandes propriétés.
En 1917, l'éclairage public (par lampes à pétrole), a été inauguré et en 1922, le premier véhicule automobile est arrivé dans la  ville.
En 1944, la construction de l'autoroute panaméricaine est réalisée, ce qui révolutionne les communications de la ville et de tout le département et donne une formidable impulsion à l'économie, qui continue de croître avec l'établissement des premières banques et sociétés financières.
Dans les années 1960, la culture du tabac commence aux mains d'hommes d'affaires cubains exilés qui apportent des semences de l'île et lancent une agro-industrie qui prévaut encore aujourd'hui.

#### Les insurrections anti-somoza
En septembre 1978, Estelí — comme d'autres villes du pays — se soulève contre la dictature de Anastasio Somoza Debayle. La lutte dure une semaine et oppose la Garde nationale du dictateur à une colonne du Front sandiniste de libération nationale soutenue par un groupe de combattants du peuple Estelíen. Les habitants de la ville, honorant leur histoire, participent activement aux combats en érigeant des barricades dans les rues. La ville est lourdement bombardée, mais l'organisation de la population lui fait conserver sa position pendant 13 jours.
La deuxième insurrection contre le régime Somoza a lieu pendant la semaine sainte de 1979. Une colonne du FSLN entre dans la ville le dimanche 8 avril, sous les ordres du commandant Francisco Rivera surnommé "le renard" (El Zorro) et de son lieutenant, Juan Alberto Blandón (Froylán). Le soulèvement dure jusqu'au 13 avril, date à laquelle l'armée du dictateur entoure la ville avec plus de 2 000 hommes et un matériel de guerre abondant, dont des avions. Dans ces combats, Blandón perd la vie. Plus d'un millier d'Estelíens doivent battre en retraite. Des hommes, des femmes et des enfants, acccompagne la guérilla dans un exil massif des habitants.

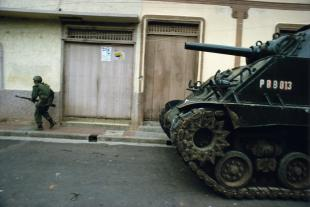
Insurrection à Estelí, où les troupes de la Garde nationale affrontent les révolutionnaires sandinistes.

Lors des bombardements par l'armée du dictateur Somoza, Estelí a perdu une partie de son centre historique, dont des bâtiments tels que l'hôtel de ville ou le Palais Municipal, le théâtre du Monténégro, le centre des travailleurs, le bâtiment de la Croix-Rouge et d'autres qui avaient orné la ville pendant des décennies. Plus de cinq mille personnes ont été tuées à Estelí pendant cette guerre civile. En juillet 1979, la révolution triomphe. Le 16, les troupes révolutionnaires reprennent la ville et le 19, la dictature est vaincue au niveau national.
Les changements révolutionnaires ont contribué à faire progresser la ville. Les attaques de la contre-révolution pendant la guerre civile dans les années 80 ont paralysé l'avancée et la reprise de la ville jusqu'à l'arrivée du gouvernement de Violeta Barrios de Chamorro. Le commerce, gravement endommagé lors de la révolution, a lentement refait surface. Ainsi, le boom de l'industrie du tabac renaît, attirant à nouveau les investisseurs nationaux et étrangers qui font renaître les fameux cigares Estelíens.

#### Une période de grands troubles - 1990-1998
Dans les années 1990, la situation politique a été marquée par un gouvernement central faible (y compris un système judiciaire affaibli), des actions violentes menées par des groupes d'ex-contras réarmés et par d'anciens sandinistes, l'usage excessif et disproportionné de la force dans plusieurs cas en répondant à des groupes réarmés, à des grévistes et à des manifestants pacifiques, des épisodes majeurs de prise d'otages. C'est dans ce cadre du règne général de l'impunité et de l'incapacité de l'État nicaraguayen à administrer la justice, qu'intervient à Estelí un épisode tragique de son histoire
À 15 heures le 21 juillet 1993 un groupe de 150 hommes du Frente Revolucionario Obrero y Campesino (FROC), prend la ville. Ce groupe armé de recompas commandé par un ancien major de l'Armée populaire sandiniste, Victor Manuel Gallegos (alias Pedrito El Hondureño), formule une série de demandes, parmi lesquelles; financement des petits et moyens producteurs agricoles, accès aux soins de santé, création de sources d'emploi, non-privatisation de l'éducation, légalisation des propriétés cédées par le gouvernement précédent, priorité à celles des membres retraités des forces armées, ainsi que d'autres demandes spécifiques aux retraités.

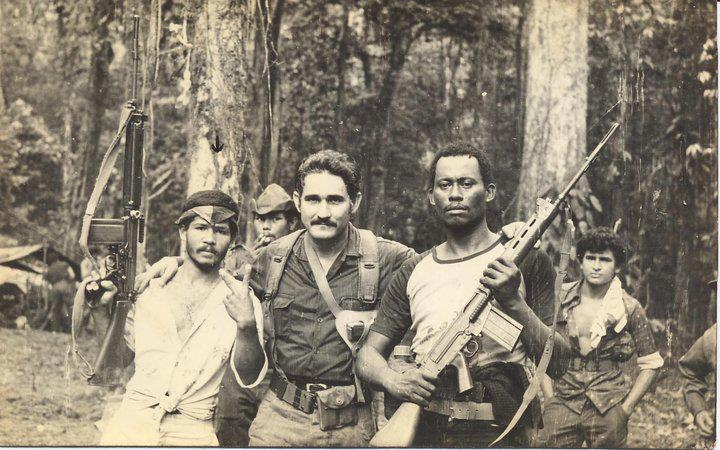
Pedrito El Hondureño, qui a dévasté la ville d'Estelí.

Les médias et diverses personnalités lancent un appel d'urgence au Centre nicaraguayen des droits de l'homme (CENIDH) pour une médiation pacifique et pour éviter les effusions de sang. Alors qu'il est annoncé que l'Armée populaire sandiniste envoie des troupes pour rétablir l'ordre dans la ville, les communications sont suspendues et la population privée d'eau potable puisque les services de base sont à l'arrêt pendant l'opération militaire. Les différentes organisations appellent au dialogue et à la création d'une commission pour résoudre les revendications, appel qui sont rejetés par l'armée qui est prête à contrôler la situation par la force et souhaite en découdre.
Le commandement des recompas ayant bloqué la circulation sur l'autoroute panaméricaine et s'étant emparé des installations de la police nationale, les combats avec les forces de l'ordre font un mort et deux blessés, dans la rue des banques où ils sont entrés par la force et ont pillé trois banques, dont la Banque nationale de développement, la Banque du Nicaragua et la Banque centrale.
Les troupes du FROC prennent également le Parc Central et même l'hôpital Alejandro Dávila Bolaños s'attirant ainsi la réprobation internationale. Pendant deux jours il y a des combats tendus entre l'armée et le groupe de combattants. Le matin du 22 juillet, une commission composée de différentes personnalités dont l'évêque Abelardo Mata, des représentants du CEPAD (Centro de Justicia para la Paz y el Desarrollo) et de la Croix Rouge, entretient un dialogue pour répondre aux demandes des insurgés avec la promesse d'être amnistiés par le pouvoir exécutif. Cependant, ils seront ensuite détenus et torturés par les autorités policières. Finalement cette agression armée des recompas a fait 48 tués, parmi lesquels des policiers, des militaires, des insurgés et des civils.
En 1998, le passage de l'ouragan Mitch au Nicaragua provoque une catastrophe totale à Estelí. La rivière Estelí qui retrouve soudain son débit, inonde et en détruit des milliers de maisons à cause des pluies incessantes qui l'alimente. L'école normale Mirna Mairena située à plus de 200 m de la rive est inondée, le pont Panama Soberano qui relie la partie centrale et orientale de la ville à la partie occidentale est emporté, montrant aux yeux de tous la vulnérabilité de la ville aux catastrophes naturelles.

### AuXXIesiècle
La saison des pluies de 2011 qui a touché toute l'Amérique centrale a fait des ravages à Estelí, laissant la ville isolée à cause de l'effondrement de la colline connue sous le nom de "La Gavilana" qui emporte une partie de la route panaméricaine-sud qui relie la ville au sud du pays.
Lors de l'insurrection qui débute le 18 avril 2018, la première marche pacifique du pays a eu lieu dans la ville d'Estelí le 20 avril. Le cortège est composé de jeunes étudiants universitaires, de travailleurs, d'enfants, d'adultes manifestant pacifiquement. En arrivant dans la zone de l'école San Francisco, la marche est interrompue par les provocations des partisans sandinistes et d'un groupe de troupes de choc de la police nationale, qui lancent des grenades, déclenchant un conflit à grande échelle entre les étudiants non armés et les foules sandinistes, la police lourdement armée et l'armée nationale dans la soirée.
Orlando Francisco Perez Corrales et Franco Alexander Valdivia Machado sont tués, le premier devant la mairie d'Estelí d'une balle dans la poitrine et au menton, quelques minutes plus tard Franco Valdivia est tué d'une balle de sniper tirée depuis le bureau du maire et qui l'atteint à la tête. Il y a d'innombrables blessés, dont Cesar Castillo qui meurt quelques jours après avoir été abattu dans la nuit du 20 avril. Ses funérailles ont eu lieu le lendemain.
Le 30 mai, une "Mère de toutes les marches" se tient à Managua pour demander justice. Ce jour est célébré comme la fête des mères nicaraguayennes, et d'autres marches ont eu lieu dans d'autres villes, dont Estelí.

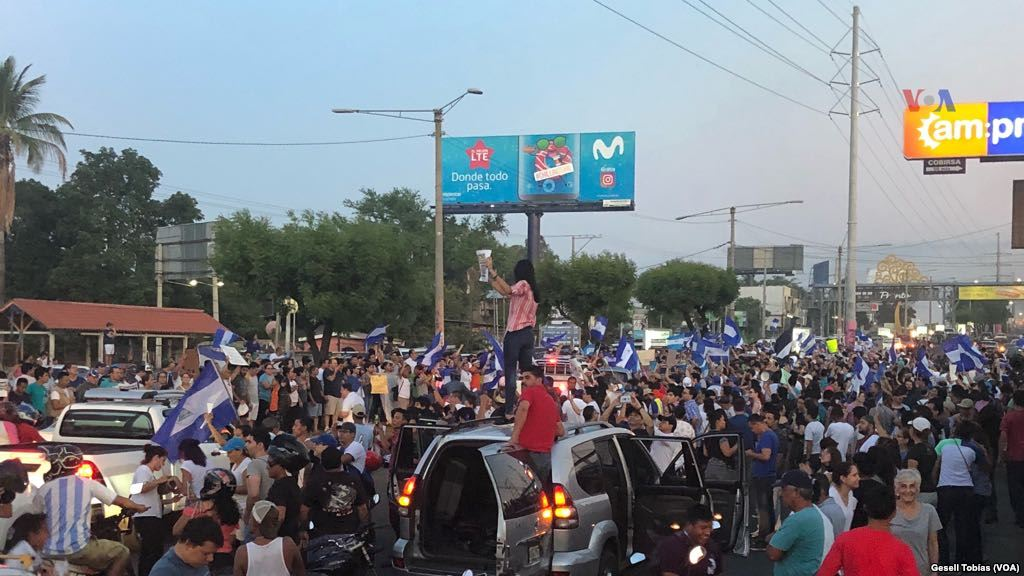
Manifestation au Nicaragua en 2018.

Une fois de plus, les troupes de choc du gouvernement Ortega, y compris les paramilitaires irréguliers issus du sandinisme et la police, perpètrent un massacre. Tandis que dans la capitale plus de 10 jeunes sont tués, à Estelí, Alberto Obregón, Dodanim Jared Castilblanco Blandón, Mauricio López et Darwin Alexander Salcedo Vílchez décèdent de graves blessures par balle. Tous ces décès — des centaines dans tous le pays — resteront impunis en raison de l'absence des proches des victimes, dont beaucoup sont contraints de s'exiler à la suite des menaces qu'ils subissent de la part des paramilitaires — pour la plupart d'anciens combattants — de la part de la police ou des partisans du gouvernement, et sont ainsi empêchés de témoigner ou de faire traduire en justice les coupables pour leurs crimes.
Ceux-ci seront considérés comme des crimes contre l'humanité par le GIEI (Groupe interdisciplinaire d'experts indépendants) de la Commission interaméricaine des droits de l'homme, ainsi que par d'innombrables groupes de défense des droits de l'homme au niveau national et international.
Alors que le parti sandiniste considèrait Estelí comme un bastion de sa politique, au lendemain de cette insurrection civique, il a perdu du terrain, en particulier parmi la population jeune et les étudiants, qui ont été les plus touchés par le massacre d'État perpétré par le gouvernement d'Ortega.

## Géographie
La ville a une superficie de 795,7 km2 et une population d'environ 125 455 habitants, soit une densité de population de 157,7/km2 au recensement de 2015.
Le département est, lui peuplé de 224 231 habitants pour une superficie de 2 230 km2, soit pour la même année une densité de 100,6/km2.
Estelí est limitrophe, au nord, de la municipalité de Condega, au sud, des municipalités de La Trinidad, San Nicolás et El Sauce, à l'est, des municipalités de San Sebastián de Yalí et La Concordia et à l'ouest, des municipalités de San José de Achuapa et San Juan de Limay.
La ville se trouve à 147 km de la capitale Managua et à 110 km d'El Espino, qui est le point frontalier le plus proche avec le Honduras. Estelí est reliée par la route panaméricaine à l'ouest et au nord du Nicaragua.

Logo de la route panaméricaine qui traverse Estelí.

### Climat
Estelí, située dans un endroit privilégié entre les montagnes, à 844 m d'altitude, est l'une des villes les plus fraîches du Nicaragua en raison de son climat tempéré de type mousson de montagne, ou subtropical sec mais assez frais, influencé par les vents qui soufflent des océans Pacifique et Atlantique. Elle a également dans certaines parties un climat de savane tropicale, modifié par les chaînes de montagnes qui entourent la ville.
Après Jinotega, c'est la capitale départementale qui présente les températures les plus agréables du Nicaragua. De mars à avril, qui comprend la saison sèche, c'est au cours de cette période que les températures sont les plus élevées, dépassant 20 °C la nuit et jusqu'à 35 °C le jour. Le reste de l'année, jusqu'à la fin novembre, les températures chutent à 30 °C. De décembre à janvier, les températures varient de 22 °C le jour à 16 °C la nuit et 14 °C à des altitudes plus élevées. Selon les archives historiques, les températures les plus basses enregistrées dans la municipalité étaient de 5 °C en 1982 et de 10 °C en 2010.
| Mois                              | jan. | fév. | mars | avril | mai | juin | jui. | août | sep. | oct. | nov. | déc. |
| --------------------------------- | ---- | ---- | ---- | ----- | --- | ---- | ---- | ---- | ---- | ---- | ---- | ---- |
| Température minimale moyenne (°C) | 14   | 15   | 16   | 17    | 18  | 18   | 18   | 18   | 18   | 17   | 16   | 15   |
| Température maximale moyenne (°C) | 26   | 28   | 32   | 33    | 32  | 28   | 29   | 28   | 27   | 27   | 26   | 26   |
| Précipitations (mm)               | 15   | 5    | 20   | 46    | 230 | 245  | 220  | 240  | 305  | 305  | 145  | 40   |

### Géomorphologie, orographie, hydrographie
La vallée d'Estelí fait partie d'un grand complexe volcanique, composé de différents évents. On estime que la dernière éruption de ce complexe volcanique remonte à l'Holocène.
Le territoire a une topographie ondulée, avec des montagnes et quelques hauts plateaux, comme le Tisey avec 1 550 m d'altitude et le Tomabú avec 1 445 m. Aux roches sédimentaires du quaternaire (basalte, ignimbrites, andésites, tuf et des argiles montmorilloniques pour les matériaux de construction et les céramiques), répondent des formations géologiques du tertiaire dans les environs de la Montañita.
Le point culminant du département est la colline de La Fila (1 608 m), les autres élévations notables étant Las Brisas (1 603 m), Tisey, Tomabú, Peluca (1 426 m), Majagual (1 400 m), Lagunas (1 388 m), Arrayán (1 387 m), El Carao (1 386 m), Agua Fría (1 367 m), Santa Clara (1 366 m), Moropotente (1 339 m), Las Mesas (1 300 m), El Pino (1 275 m), Sabana Larga (1 200 m) et Bonete (1 061 m).

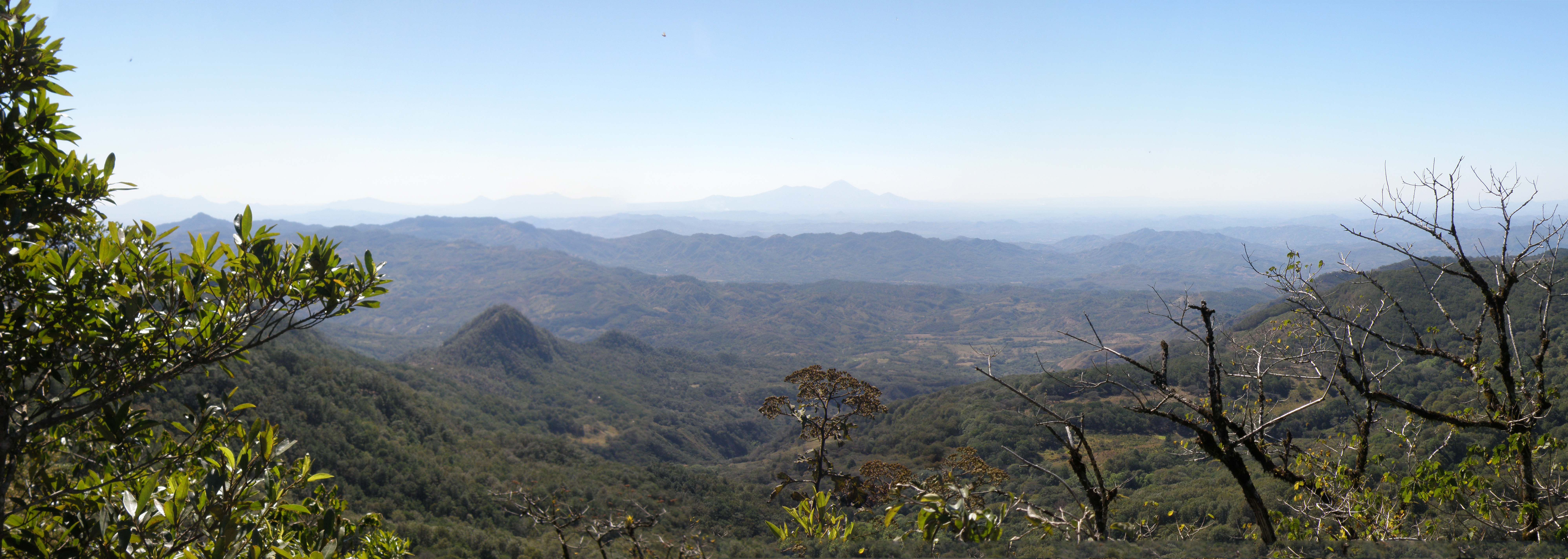
Panorama depuis le Mirador de Tisey - Département d'Estelí - Nicaragua.

Sur les pentes les sols colluviaux, généralement des oxisols à faible vocation agricole, sont occupés par des forêts de conifères et de latifoliés comme les pins, les chênes, les cèdres, les plantes des familles cedrela, carapa et acajou.
La municipalité est divisée en trois zones hydrographiques : le côté Pacifique (120 km2), le côté Atlantique (506 km2) et le bassin lacustre du lac de Managua de 200 km2 qui est relié à l'océan Atlantique par le fleuve San Juan au sud.
Le principal cours d'eau qui traverse la municipalité est l'Estelí, qui forme une cascade au Salto de la Estanzuela à 5 kmau sud de la cité. C'est un affluent du Río Coco, le plus long fleuve d'Amérique centrale qui délimite la frontière entre le Honduras et le Nicaragua et se jette par un delta dans la mer des Caraïbes.
La rivière Estelí disparait sur son tracé à travers la ville, en raison des puisements, de son haut niveau de contamination et de la déforestation de ses bassins et de ses berges. Le gouvernement et les organisations civiles ont mis en œuvre un plan de gestion des eaux usées et de reforestation pour tenter de stabiliser la pollution de la rivière, mais celle-ci n'a pas retrouvé son cours et ne reparait qu'à la saison des pluies, provoquant alors des inondations dans les habitations qui en sont proches.
Cette rivière avait un grand sens historique pour les indigènes, car à sa source on trouve une grande quantité de pierres d'origine volcanique — des pétroglyphes — ornés de figures en bas-relief des éléments de la nature qui reflètent les caractéristiques de leur vision du monde.
Le département, conserve de nombreux lieux naturels importants comme la cascade du Salto de Estanzuela, qui avec ses plus de 40 m de hauteur permet aux visiteurs de réaliser d'incroyables plongeons, ou le plateau de Moropotente avec ses 1 460 m d'altitude.

D'autres attractions telles que la réserve de Miraflor, le cerro Tomabú et la réserve naturelle de Cerro Quiabuc-Las Brisas, sont d'importantes zones forestières préservées de l'avancée de l'agriculture.

Paysages du département d'Estelí.
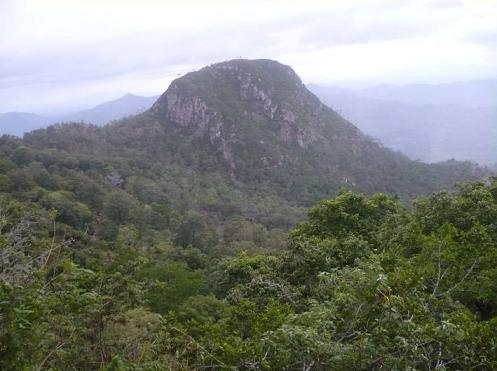
Le Cerro Apaguajil, dans la Réserve Naturelle "Tisey - Estanzuela".
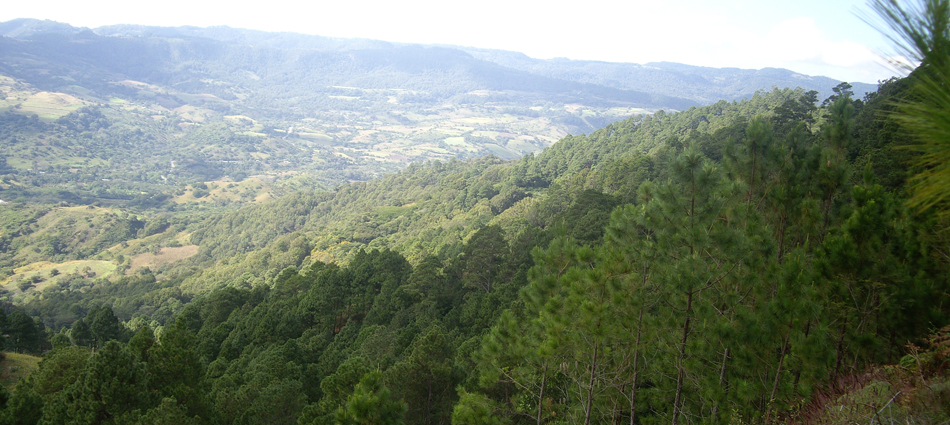
Forêt de pins du Cerro Tomabú (1445 m).
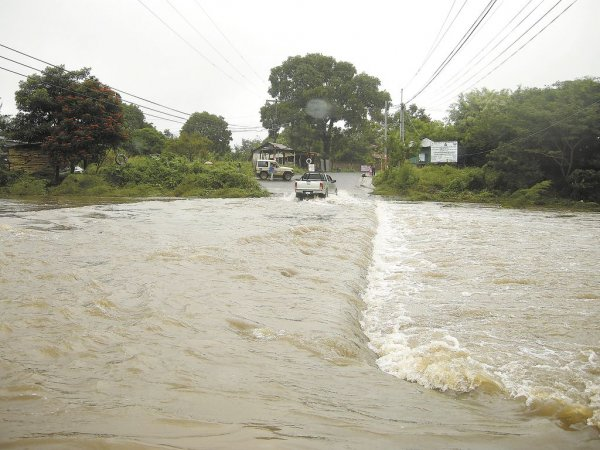
Débordement du Río Estelí en 2011.
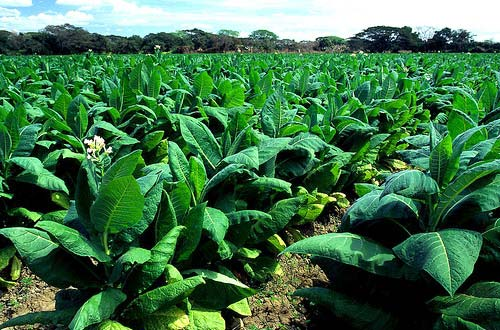
Plantation de tabac à  Estelí.
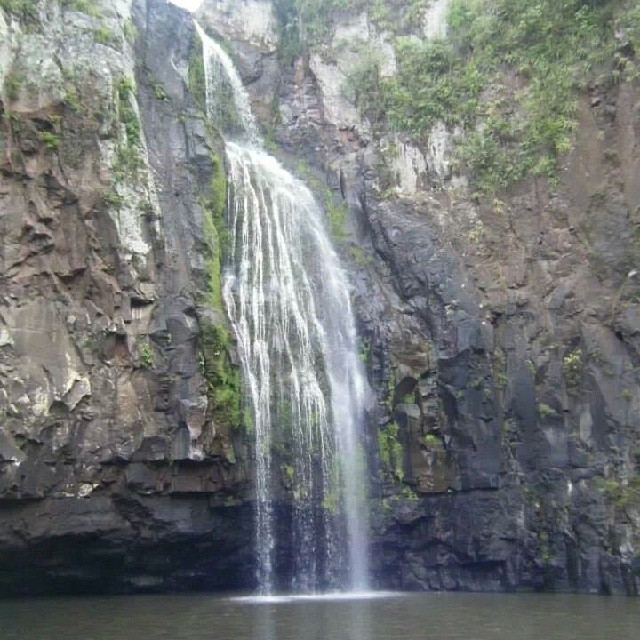
Cascade Salto la Estanzuela.

#### Flore
La végétation de la municipalité est rare, de type savane et rabougrie avec quelques parcelles de forêt de conifères. Il existe trois formations végétales : humide, humide fraîche et forêt tropicale.

#### Faune
La faune d'Estelí a diminué au cours des dernières décennies en raison de la mauvaise gestion  des montagnes. Loin des zones urbaines, on trouve encore quelques espèces comme les cusucos (tatous), les garrobos (iguanes), les renards, les paresseux, une grande variété de reptiles ; des oiseaux, parmi lesquels les toucans et les perroquets presque disparus

### Urbanisme
La municipalité subit des modifications constantes de sa superficie en raison de l'avancée de l'agriculture et de la déforestation.
La répartition de la population est éminemment urbaine, 81 % de ses plus de 182 000 habitants vivent en zone urbaine alors que 19 % seulement vivent en zone rurale.
Sa conception urbaine en damier aux rues étroites, comme dans presque toutes les villes coloniales d'Amérique, s'étend à travers la vallée, avec des places et des jardins où se trouvent des bâtiments publics, tels que la cathédrale, la mairie et la Plaza Mayor. Après les bombardements de 1978 et 1979 lors de l'insurrection de la ville, Estelí a été partiellement détruite. Aujourd'hui, de nombreuses maisons coloniales ont disparu pour faire place à des constructions contemporaines où se trouvent la plupart des entreprises commerciales.
En tant que chef-lieu du département du même nom et principale ville du centre du pays, Estelí maintient un niveau élevé d'activité industrielle et commerciale, devenant ainsi la deuxième ville la plus importante après Managua en termes économiques.

## Économie
L'économie de la municipalité est diversifiée, après avoir été en ruine pendant les années de guerre dans le pays, Estelí a refait surface pour devenir une puissance économique nationale.
La ville étant devenue un refuge pour les fabricants de cigares cubains après la révolution cubaine de 1959, son principal produit d'exportation est le tabac qui est cultivé dans les environs de la vallée. Dans la ville il y a plus de dix usines qui traitent ce produit — sans compter les fabricants à domicile — qui est considéré parmi les meilleurs tabac du monde. Depuis 2012, le festival du tabac "Puro Sabor" se tient à Estelí, réunissant plus de 150 amateurs de tabac du monde entier pour déguster la saveur des cigares d'Estelí. De nombreux habitants cultivent leurs propres plants, traitent le tabac et fabiquent leurs propres cigares pour leur consommation personnelle ou pour les vendre aux touristes.
L'agriculture et l'élevage sont les activités qui contribuent le plus au développement local, régional et national. Il existe d'innombrables exploitations agricoles qui contribuent à la production nationale de légumes, de fruits, de café, de bétail et de lait. Un autre secteur important de l'économie locale est celui de la construction ; en raison de l'accélération de la demande de nouveaux bâtiments, de maisons, de structures et d'infrastructures. Ces activités font partie intégrante de la vie quotidienne de la municipalité, en plus du commerce et du tourisme, puisque la ville est un point de passage obligé de l'autoroute panaméricaine. Cette implantation a permis une augmentation rapide du nombre de succursales de différentes entreprises nationales et internationales, notamment des banques, des magasins, des quincailleries, des restaurants, des hôtels, des cliniques, entre autres.

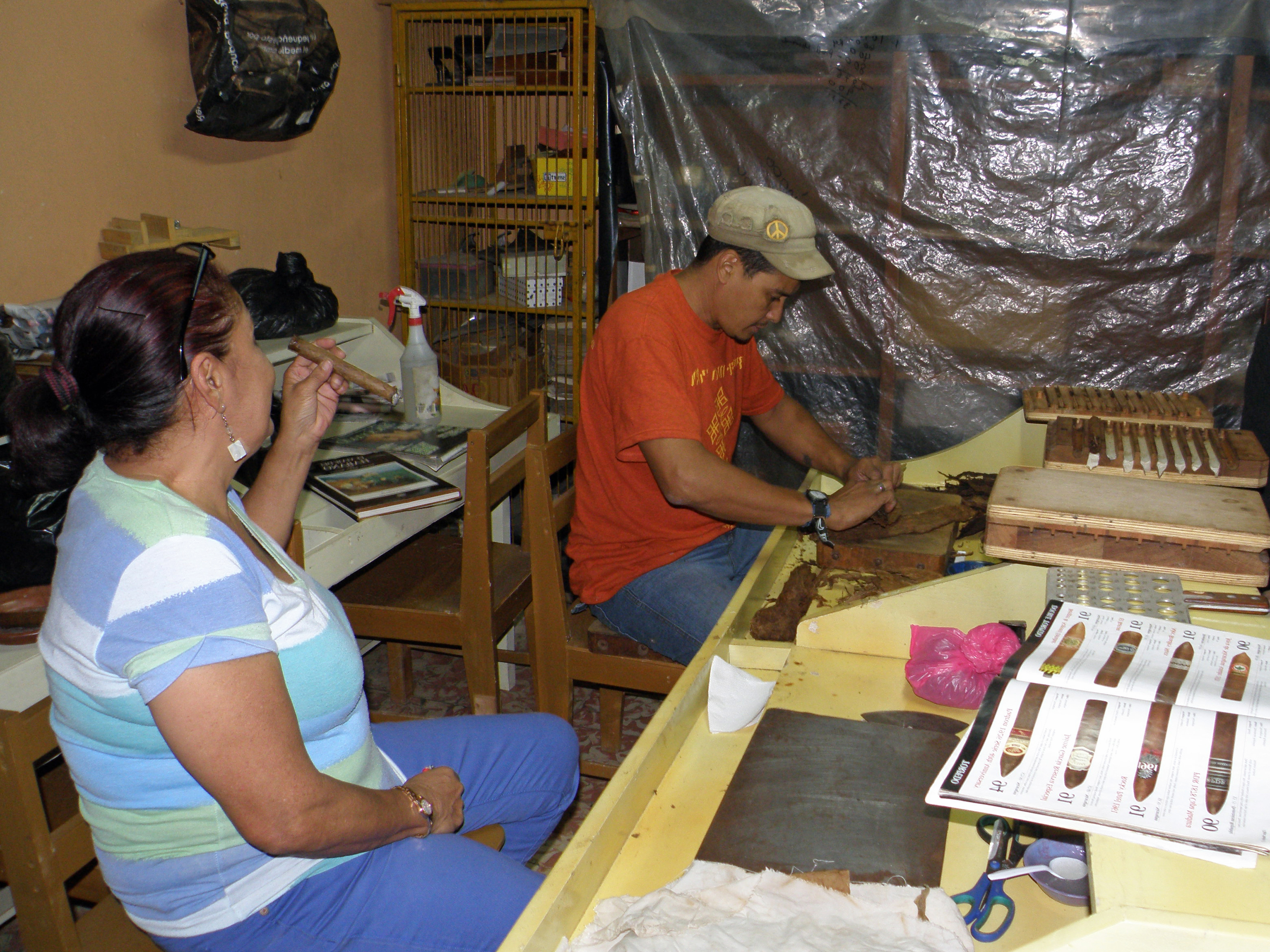
Fabrication d'un cigare artisanal local.
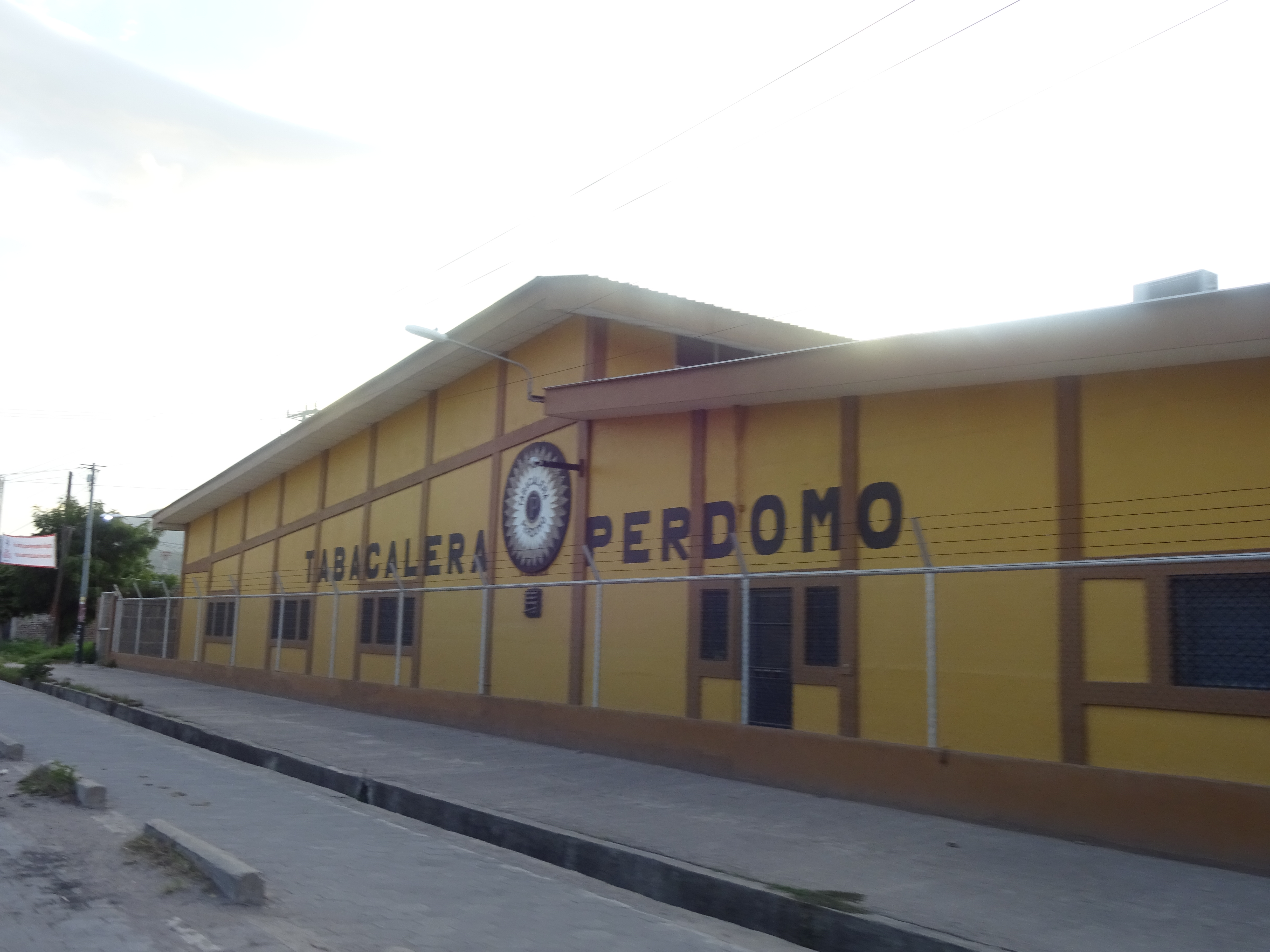
Manufacture de cigares Perdomo.
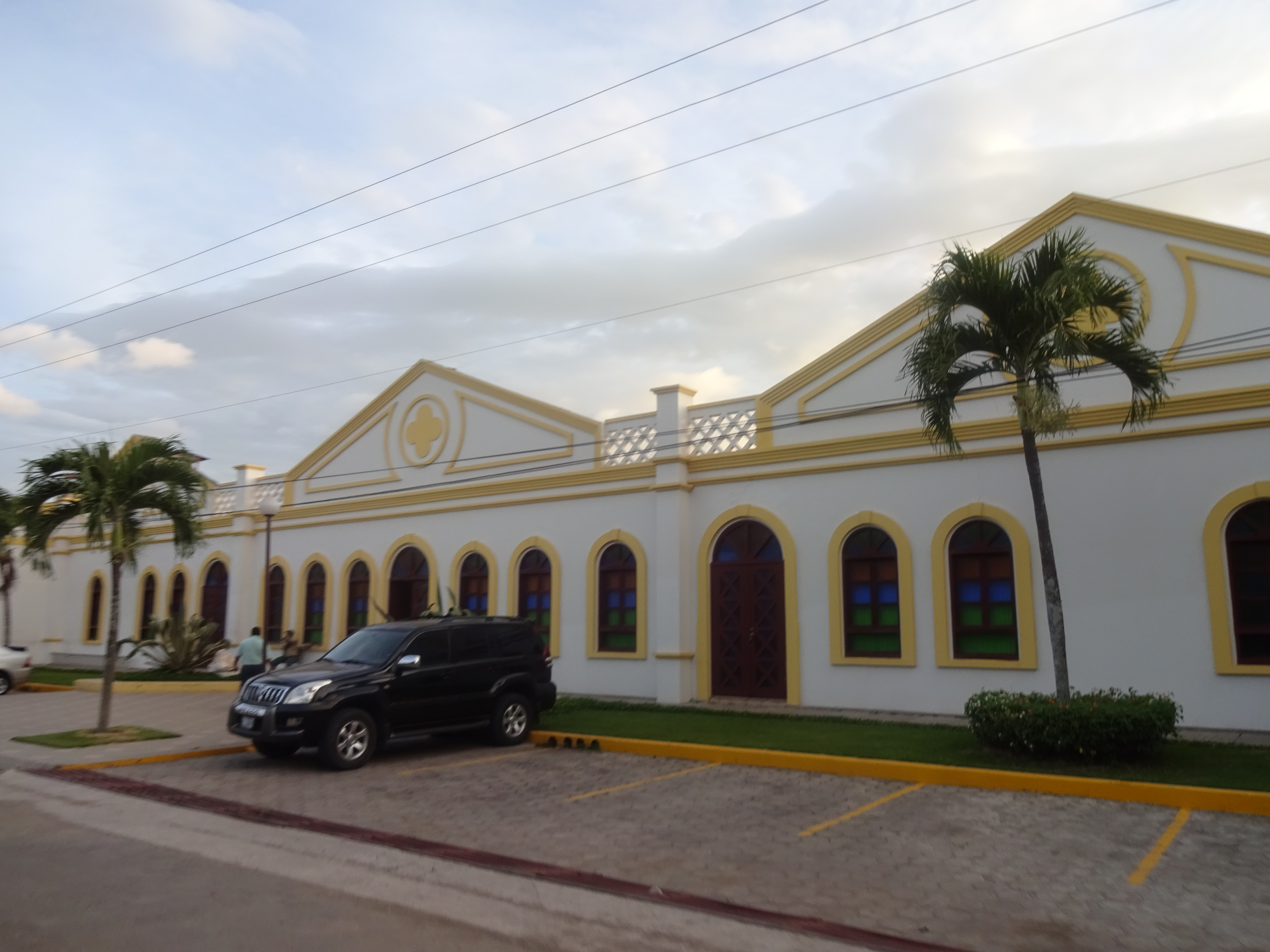
Manufacture de cigares.

## Transports

### Routiers
La ville est directement reliée par la route :
- vers l'ouest, par la panaméricaine no 1 qui va à la frontière du Honduras avec le département de Madriz à El Espino ;
- vers le nord, par la route no 6 qui rejoint la ville frontière de Las manos entre le Honduras et le département de Nueva Segovia ;
- vers le sud la no 1 permet de rejoindre Managua.

La ville dispose d'un excellent système de routes et de rues qui traversent les avenues principales, de sorte que la voiture et la moto sont les moyens de transport les plus utilisés par les particuliers, en plus du service de taxi et des autobus urbains qui couvrent les différents itinéraires dans la ville.
Estelí est relié au reste de la partie nord du pays par bus. Deux terminaux d'autobus desservent le département d'Estelí vers Condega, San Juan de Limay et Pueblo Nuevo, ainsi que les départements de Madriz, Nueva Segovia, Jinotega. Un service d'autobus interlocaux dessert León et quelques-uns vers Managua, tout cela dans le terminal nord situé sur la route panaméricaine. Au terminal sud, il y a des autobus vers les municipalités de San Nicolás de Oriente, La Trinidad et les départements de Matagalpa, Managua et León.

### Aériens
Au moins trois aérodromes ont été construits à Estelí au cours de l'histoire, mais aucun n'existe aujourd'hui. L'un des premiers aérodromes documentés a joué le rôle d'aéroport de dégagement de 1930 à 1934, lorsque la TACA a mis en place le service de transport de passagers avec une liaison Salvador-Tegucigalpa-Danli-Ocotal-Estelí-Managua. La Thompson, qui se trouve à trois miles au nord d'Estelí, est la deuxième piste d'atterrissage construite et utilisée par la société "Thonsson Corwell" lors de ls construction d'un tronçon de la route panaméricaine. Le troisième aérodrome a été construit dans le nord de la ville dans les années 1980, mais il est maintenant urbanisé.
L'aéroport le plus proche est donc désormais celui de Managua à 150 km.

### Ferroviaire
En 1940, des efforts ont été faits pour étendre le chemin de fer du Nicaragua d’El Sauce vers le nord via Estelí. Treize kilomètres de voie ferrée, la ville de Río Grande et un pont ferroviaire ont été construits dans l'intention de faire remonter la voie ferrée jusqu'à Estelí le long de la rivière Aquespalapa ou Villanueva, qui prend sa source dans les montagnes de Quiabuc ; le projet a cependant été abandonné.
En 1950, il a été proposé de créer un embranchement ferroviaire d'Estelí à Matagalpa qui relierait à terme la ville à d'autres parties du pays, notamment le port de Prinzapolka dans la région autonome de la Côte caraïbe nord, ainsi que Managua, projet également avorté.

## Éducation

### Enseignement primaire et secondaire
Dans la zone urbaine, il existe des écoles qui dispensent un enseignement préscolaire, primaire et secondaire à la communauté de la ville et de ses environs, ainsi que des écoles dans les zones rurales des communautés éloignées de la zone urbaine.
Le Colegio Nuestra Señora del Rosario (CNSR), l'Instituto Nacional Francisco Luis Espinoza (INFLE) et l'Instituto Nacional Profesor Guillermo Cano Balladares (INPGCB), sont les plus anciennes écoles de la ville. Il existe actuellement plus de 20 écoles primaires et secondaires, la plupart privées et certaines publiques.

### Enseignement universitaire

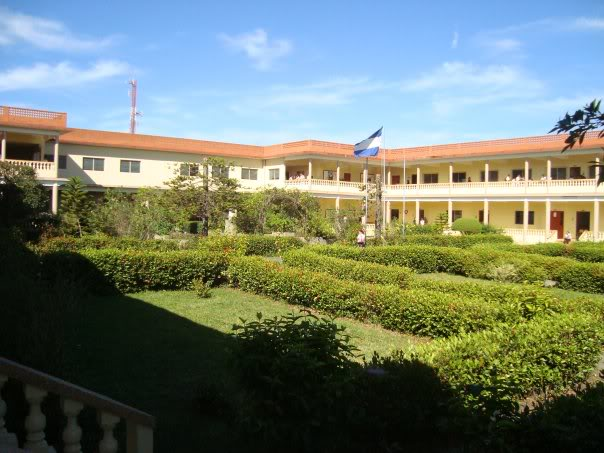
Collège Nuestra Señora del Rosario.

Il y a plusieurs universités à Estelí, car étant une ville d'importance stratégique au Nicaragua, Estelí sert une grande communauté universitaire locale ainsi que d'autres départements du pays, en particulier ceux de la zone nord du Nicaragua. Le plus ancien établissement est l'Université Catholique des Tropiques Sèches UCATSE qui appartient au diocèse d'Estelí et est dirigée par Monseigneur Juan Abelardo Mata Guevara son évêque. Cette université trouve son origine dans l'école d'agriculture d'Estelí, fondée par le père Francisco Luis Espinoza, qui a été tué en 1978 par la garde nationale de Somoza avec l'homme d'affaires José Norberto Briones.
En 1979, l'Université nationale autonome du Nicaragua (UNAN) a inauguré le Centre universitaire régional du Nord, aujourd'hui appelé la Faculté régionale multidisciplinaire FAREM - Estelí.
En 2005, l'Université nationale d'ingénierie (UNI) a été inaugurée dans un ranch appelé El Higo, à un kilomètre et demi de la ville.
Il existe également des branches de l'Université polytechnique du Nicaragua (UPOLI), de l'Université populaire du Nicaragua (UPONIC), de l'Université du Nord du Nicaragua (UNN), de l'Université Martin Luther (UML), de l'Université d'Amérique latine (UNIVAL), de l'Université des sciences médicales (UCM), de l'Université centrale du Nicaragua (UCN), de l'Université chrétienne autonome du Nicaragua (UCAN), de l'Université Rubén Darió (URD) et de l'Université de l'Ouest (UDO).

## Culture
Parmi le folklore d'Estelí, on trouve les danses polonaises, valses et mazurkas, des danses traditionnelles des départements du Nicaragua du XVIIe siècle, mais aussi la poésie et les légendes. Le ballet folklorique Flor de Pino est très représentatif de la ville car il se caractérise par son multiculturalisme dans ses danses. Dans la mazurka, se distinguent des groupes comme Don Felipe y sus Cachorros, Teito Flores, Alfredo Quintero et Noel Pérez Urbina — dont la chanson Estelí est devenue l'hymne de la ville.
La culture populaire d'Estelí est pleine de légendes, comme la plus populaire "La Mocuana".

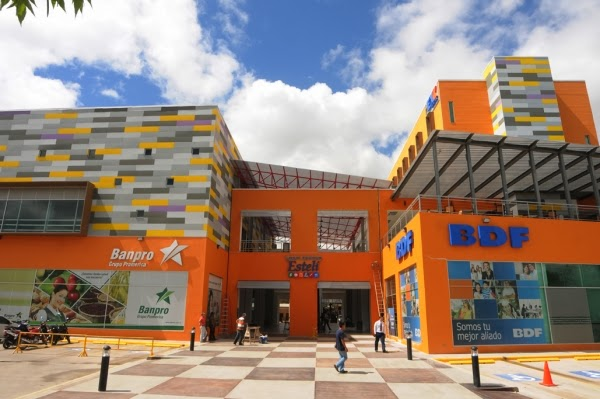
Multicentro Estelí.
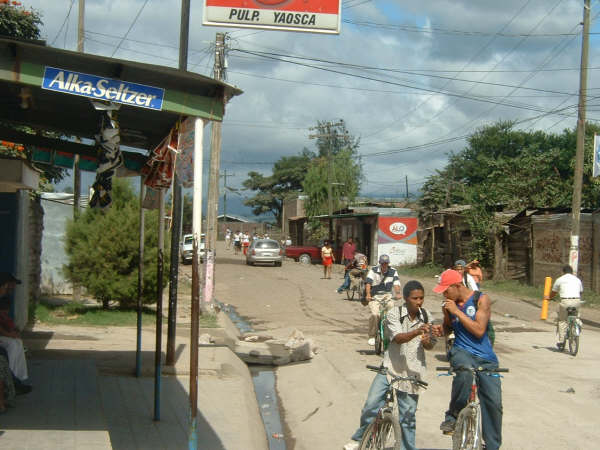
Une rue d'Estelí.
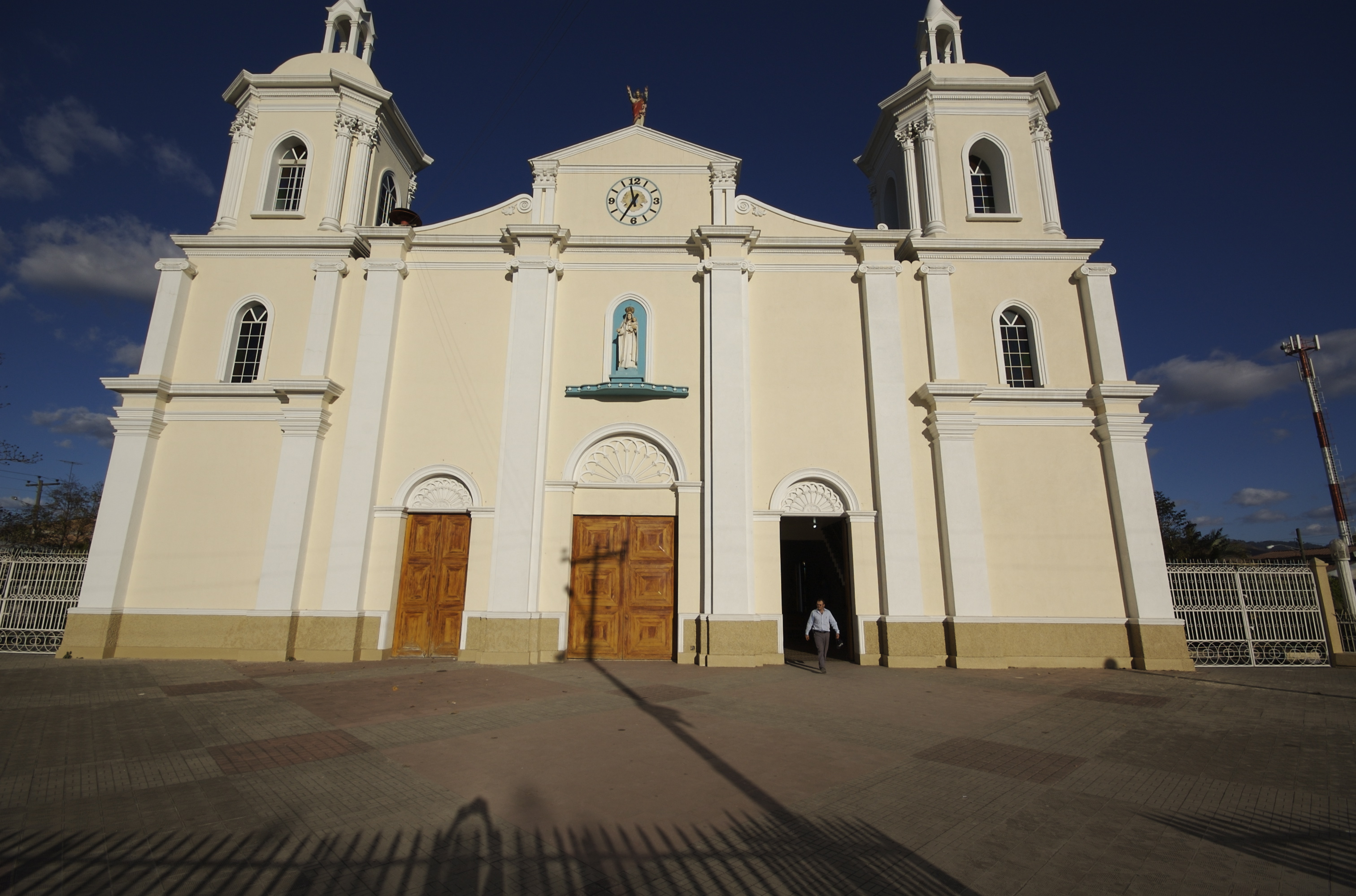
Cathédrale Notre-Dame-du-Rosaire.
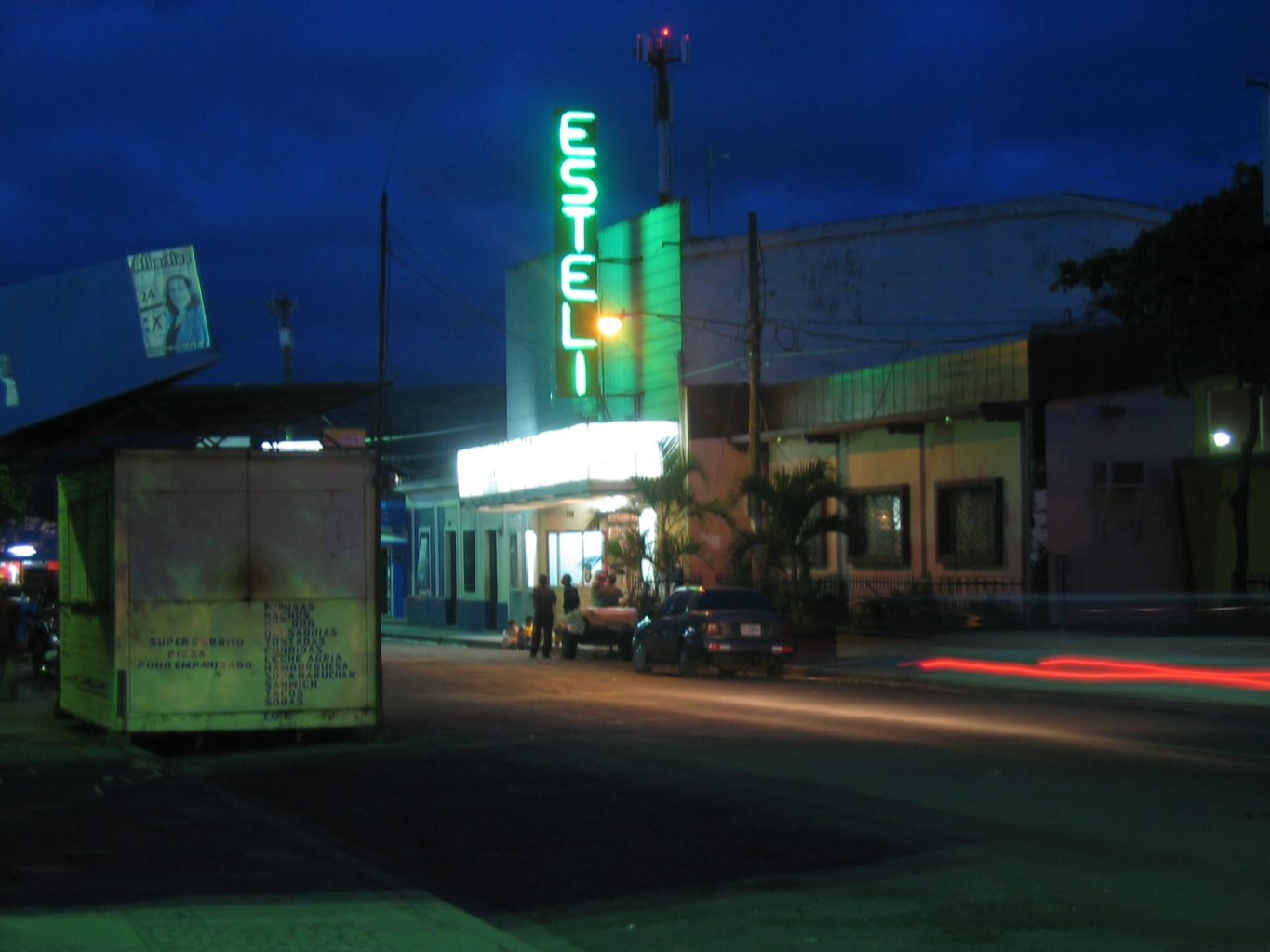
Cinéma d'Estelí.

Estelí est également reconnue comme la ville des peintures murales que l'on trouve presque partout dans la ville, dans les écoles, les parcs, les places, entre autres endroits. L'une de ces œuvre, réalisée par des jeunes et des enfants de l'Atelier de Muralisme FUNARTE a été inscrite au Guinness book des records pour la plus longue peinture murale à la craie du monde.
Au mois de décembre, les fêtes équestres de la municipalité d'Estelí sont célébrées. Ce sont les dernières du pays.
La culture et l'histoire d'Estelí, sont exposées au musée d'archéologie Dr. Alejandro Dávila Bolaños, situé sur la très fréquentée place Domingo Gadea. Dans différentes salles sont exposés des pétroglyphes indigènes, des fers de lance, des restes d'animaux ayant vécu il y a des dizaines de milliers d'années, des objets historiques provenant de personnalités connues de la ville et des dons de personnes comme une armure anglaise ou une épée persane.
Le visiteur peut également découvrir plus particulièrement l'histoire de la municipalité au musée municipal ou au musée des héros et des martyrs (Museo de Héroes y Mártires).

### Gastronomie
En raison de son altitude, Estelí peut être assez froid la nuit ou le matin et même froid en hiver. Ainsi, comme toutes les régions montagneuses du nord du Nicaragua, la gastronomie d'Estelí consiste en un régime montagnard copieux de bœuf, gibier, veau, lapin, oies, saucisses et soupes lourdes comme l'albóndiga, le queso, les res (viandes de bœuf), etc.
La consommation de produits laitiers comme les fromages fumés ou épicés comme l'ahumado et le picante est élevée, et les plats régionaux à base de maïs comme les délicieuses montucas (maïs farcis), les repochetas aigres-salées (Tortillas aux légumes) et les güirilas semi-sucrées (tortillas au fromage blanc).
Au petit-déjeuner, le chorizo, haricots frits, la crème aigre et le pain fait maison sont les plus courants et le café noir est la reine des boissons à tout moment de la journée. Bien qu'illégal, le cususa (une boisson alcoolisée claire à base de maïs) est également consommée, surtout à la périphérie de la ville ou dans les petites cantinas (bars).

### Religion

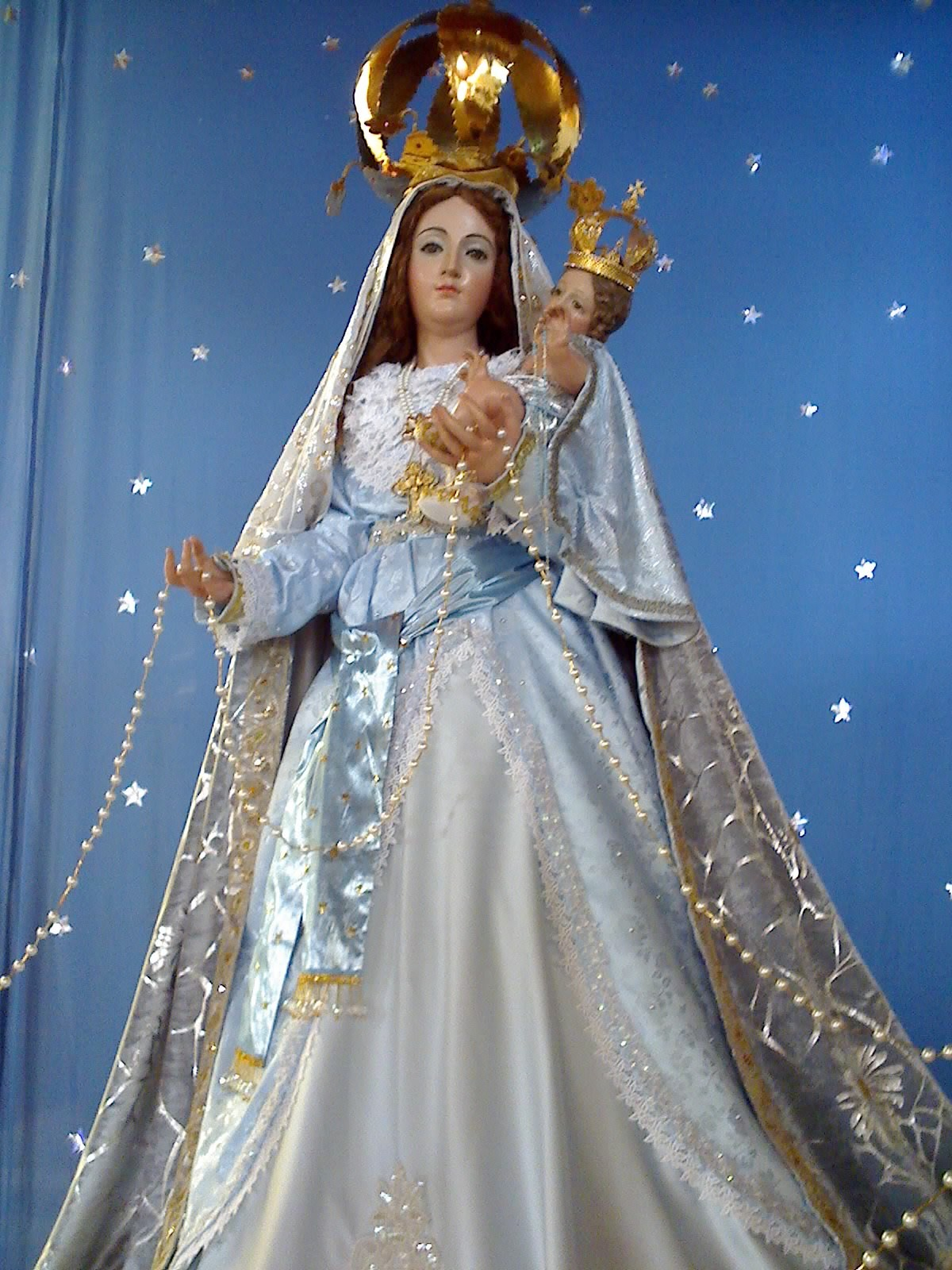
Notre-Dame du Rosaire, patronne d'Estelí.

La patronne du diocèse d'Estelí est la Vierge de Notre-Dame du Rosaire d'origine espagnole. Elle est vénérée sous la forme d'une sculpture sur bois qui remonte au XVIIe siècle selon les chroniques et les annales de la ville. Cette image a accompagné les Estelíens dans chacun des transferts de la ville depuis le village initial de San Antonio de Pavia jusqu'à l'emplacement actuel.
La ville est dédiée à l'invocation de l'Enfant Jésus. C'est pourquoi les fêtes patronales civiles ont lieu au mois de décembre et les fêtes religieuses au mois d'octobre, ce qui a contribué à faire des festivités religieuses l'une des expressions religieuses les plus ordonnées du pays, en évitant que les cavaliers de la ville soient célébrés en même temps que les festivités religieuses de décembre, contrairement à la plupart des villes du Nicaragua.
Le siège du diocèse d'Estelí est la cathédrale du Rosaire de cette ville, qui jouit d'une grande splendeur et d'une grande élégance, notamment grâce aux restaurations effectuées après la guerre civile de 1980-1990. Actuellement, c'est l'une des cathédrales dont les retables et les peintures à l'huile présentent le plus d'œuvres intérieures en bois précieux.

### Sport

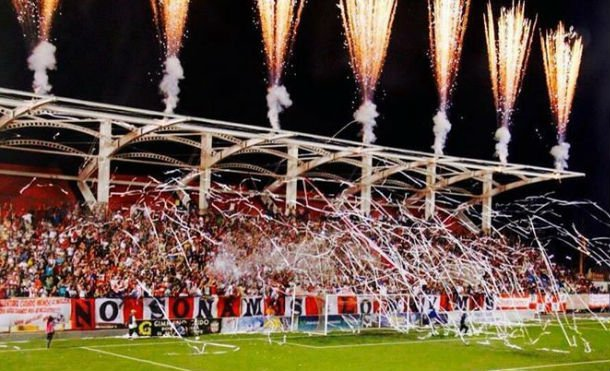
Ambiance lors d'un match de football du Real Estelí.

En 1970, Estelí se distingue par sa puissante équipe de base-ball, qui comprend des joueurs comme Porfirio Altamirano (qui jouera plus tard pour les Cubs de Chicago et les Phillies de Philadelphie dans les ligues majeures), Albert Williams (qui se jouera dans les ligues majeures avec les Twins du Minnesota), Douglas Moody, Delver Torres, Howard Omier, Victor Filippini, César Jarquín, Vicente López, Alberto Chavarría et d'autres joueurs exceptionnels.
En 1990, l'équipe de football de la ville, le Real Estelí, fondée en 1961 (surnommée le "train du Nord"), remporte plusieurs championnats nationaux, ce qui en fait l'une des équipes les plus importantes de la première division nationale. Depuis lors, l'affinité traditionnelle des Estelíens et des Nicaraguayens en général pour le ballon s'est tournée vers ce sport. La ville est l'une des trois villes du Nicaragua à posséder à la fois une équipe professionnelle de football et une équipe professionnelle  de base-ball.
Le "clásico" du football nicaraguayen oppose les joueurs du Real Estelí Fútbol Club (16 fois champion du Nicaragua) au Diriangén Fútbol Club de Diriamba (25 fois champion).
Estelí compte également sur une équipe cycliste professionnelle, le Real Estelí Ciclismo, qui est membre de la Fédération cycliste du Nicaragua.  En mai 2019, cette équipe a remporté la première place du groupe Elite de la compétition cycliste Europa Tour 2019 à San Salvador, au Salvador, organisée par la Fédération cycliste du Salvador. L'équipe a également remporté la deuxième place dans la catégorie Master B.

## Jumelages
- Bielefeld (Allemagne)
- Delft (Pays-Bas)
- Évry (France)
- La Habra (États-Unis)
- Linköping (Suède)
- Sant Feliu de Llobregat (Espagne)
- Sheffield (Royaume-Uni)
- Stavanger (Norvège)
- Stevens Point (États-Unis)

### Humanitaire
Depuis 1995, des étudiants de Télécom École de Management et Télécom SudParis (ex-INT) se rendent tous les étés deux mois à Estelí par l'intermédiaire de l'association étudiante INTervenir, association loi de 1901 reconnue d'intérêt général par l'État. Ils sont accompagnés par des étudiants de l'ESTP Paris au sein de l'association HILAP, aussi reconnue d'intérêt général et de Télécom Bretagne, depuis 2015, au sein de l'association Teubreux Sans Frontières.
Ensemble, ils ont pour mission, avec l'argent récolté durant l'année universitaire, d'y construire des maisons en dur en lieu et place de maisons en bois pour des familles défavorisées de la ville. Ces missions se font grâce aux partenariats de l'association avec Estelí Solidarité basée à Orléans et l'association San Juan Bautista, basée elle à Estelí, où elle gère un dispensaire médical. Durant ce voyage, ils vivent à Estelí en immersion complète, logés dans des familles d'accueil nicaraguayennes.

## Personnalités liées à Estelì
- Clara Isabel Alegría Vides, née à Estelí, est une poétesse, essayiste, romancière et journaliste nicaraguayenne qui est une voix importante dans la littérature de l'Amérique centrale contemporaine. Elle écrit sous le pseudonyme de Claribel Alegrí et a reçu le Neustadt International Prize for Literature en 2006 et le prix Reina Sofia en novembre 2017.
- Ramón Otoniel Olivas, footballeur international nicaraguayen et directeur de l'équipe nationale.

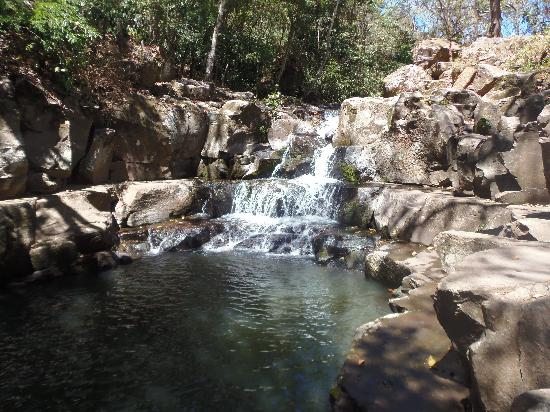
Cascade dans la réserve naturelle de Miraflor.
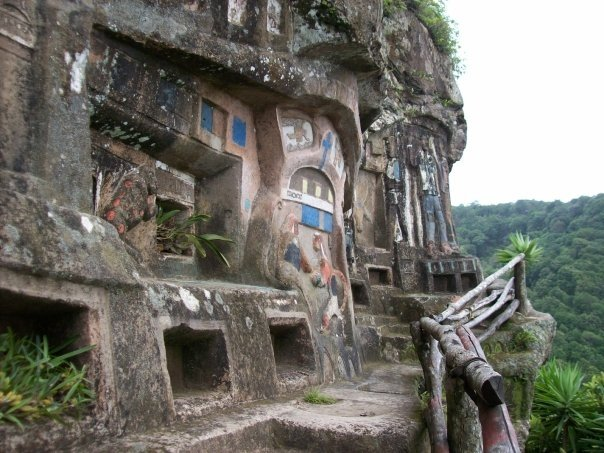
Sculptures à Jalacate.
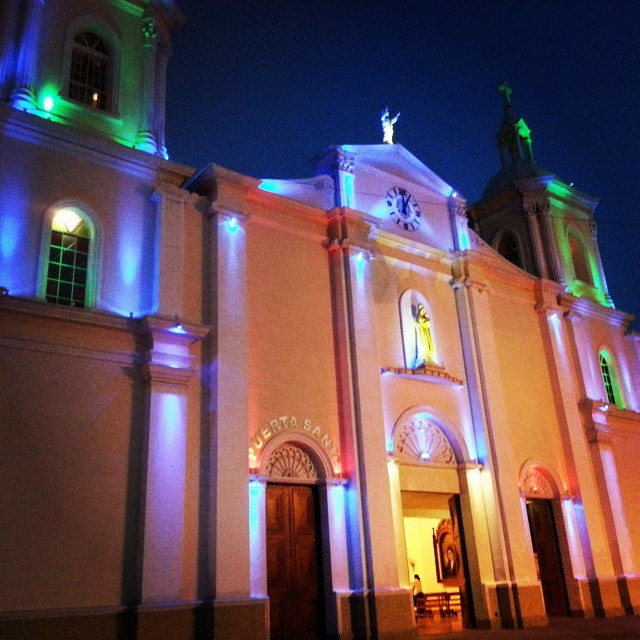
La cathédrale de nuit.
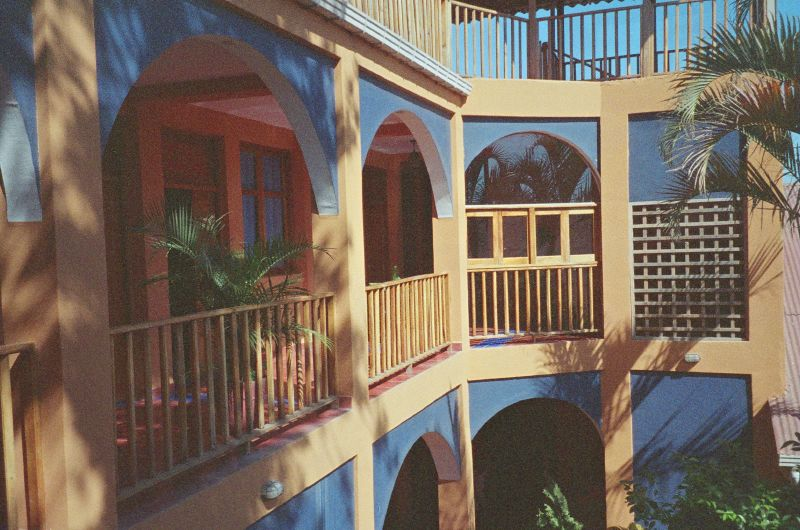
Hôtel "Los Arcos".